# Morenhoven
Morenhoven ist eine Ortschaft in der Gemeinde Swisttal im nordrhein-westfälischen Rhein-Sieg-Kreis.

## Lage und Einwohner
Der Ort liegt auf dem Rheinbacher Lößplatte am Rand der Zülpicher Börde zwischen der Ville und dem Kottenforst im Nordosten und der Nordeifel im Südwesten. Die Swist fließt südwestlich am Ort vorbei. Südlich ist die Stadt Rheinbach in ca. 5 km erreichbar. Die Bundesstadt Bonn ist ca. 12 km entfernt. Bis Euskirchen sind es 15 km. Die Umgebung ist ländlich geprägt. Am 11. Januar 2023 hatte er 1790 Einwohner. Ortsvorsteher von Morenhoven ist Norbert Sauren.

## Geschichte
In der Festschrift aus dem Jahre 1980 zur historischen Feier "Morenhoven – mehr als 1000 Jahre" wird darauf hingewiesen, dass Morenhoven wahrscheinlich im 9. Jahrhundert erstmals urkundlich erwähnt wurde. Urkundliche Nachweise zur Wasserburg Morenhoven lassen sich bis ins 13. Jahrhundert zurückverfolgen. Die katholische Kirche in ihrer heutigen Form wurde am 6. Dezember 1827 eingeweiht. Verehrt werden der Heilige Nikolaus, der Heilige Sebastianus und die Heilige Anna. Eine der drei Kirchenglocken stammt aus dem 14. Jahrhundert.
In einer aus dem Jahre 1793 handgefertigten Karte ist die Gemarkung Morenhoven mit alten Flur- und Wegbeschreibungen dargestellt.
Nach dem Zweiten Weltkrieg blieb Morenhoven zunächst ein kleiner Ort mit nur wenigen hundert Einwohnern. In den 1950er- und 1960er-Jahren erlebte es jedoch einen deutlichen Aufschwung: Dank der Nähe zum neuen Regierungssitz Bonn zog Morenhoven viele neue Bewohner an und entwickelte sich zu einem beliebten Wohnort. Am 1. August 1969 wurde Morenhoven nach Swisttal eingemeindet.
Die Einwohnerzahl wuchs in der Folgezeit kontinuierlich. So wurden beispielsweise seit den 1990er-Jahren mehrere Neubaugebiete ausgewiesen, wodurch sich das Siedlungsgebiet deutlich erweiterte. Ein einschneidendes Infrastrukturprojekt der 2010er-Jahre war die Verlegung des örtlichen Sportplatzes: Das Gelände des alten Sportplatzes in Morenhoven wurde zu einem Wohnbaugebiet umgewandelt, um mit den Verkaufserlösen den Bau einer neuen gemeinsamen Sportanlage für Morenhoven und den Nachbarort Buschhoven zu finanzieren. Seit September 2015 nutzen der SV Swisttal (vormals in Morenhoven beheimatet) und der SV Hertha Buschhoven gemeinsam die neue Sportstätte am Ortsrand von Buschhoven. Diese Maßnahme führte zu einer weiteren Wohnbebauung auf dem ehemaligen Sportplatzareal.

## Kultur und Sehenswürdigkeiten

### Architektur

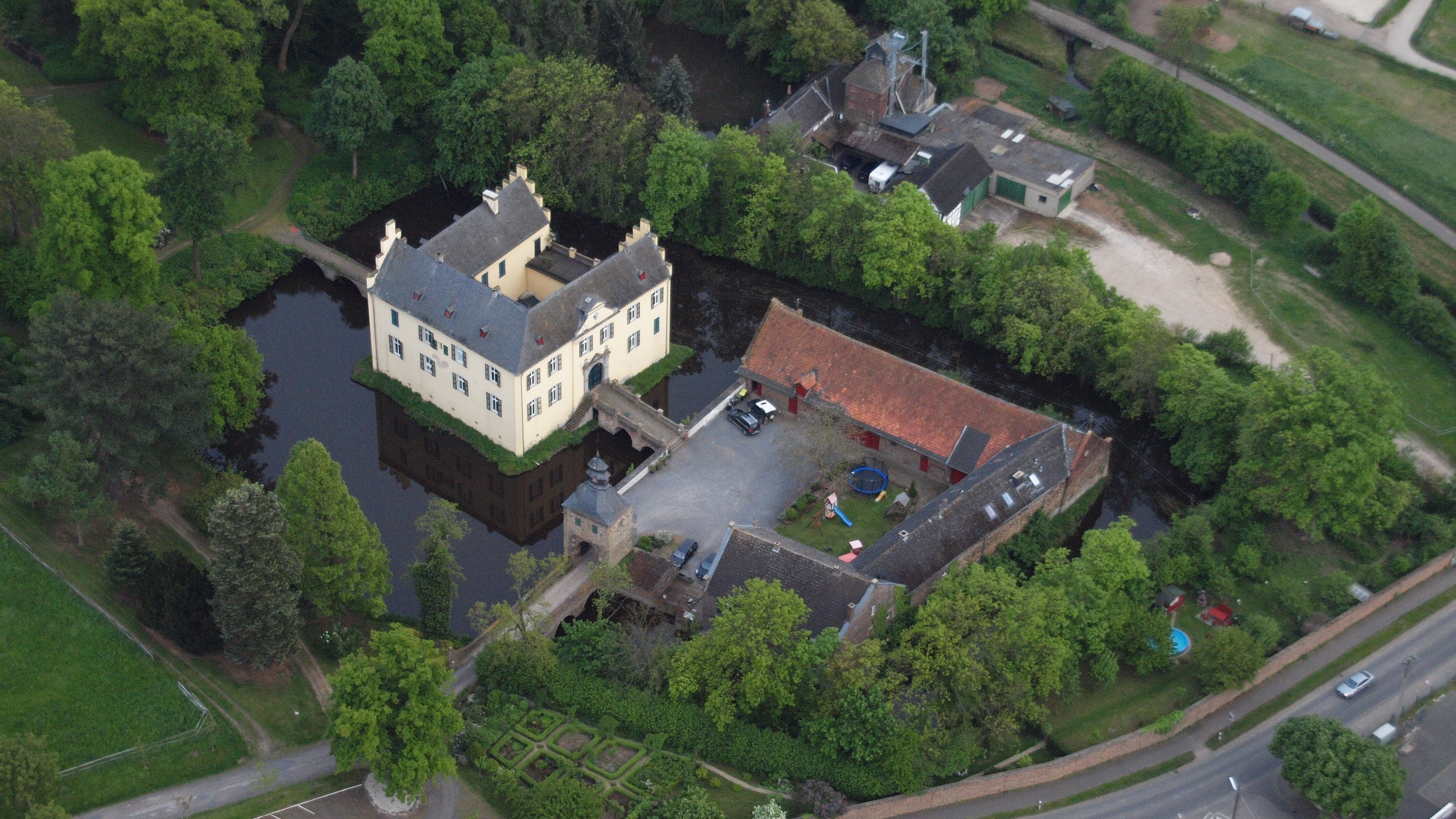
Burg Morenhoven, Luftaufnahme (2014)
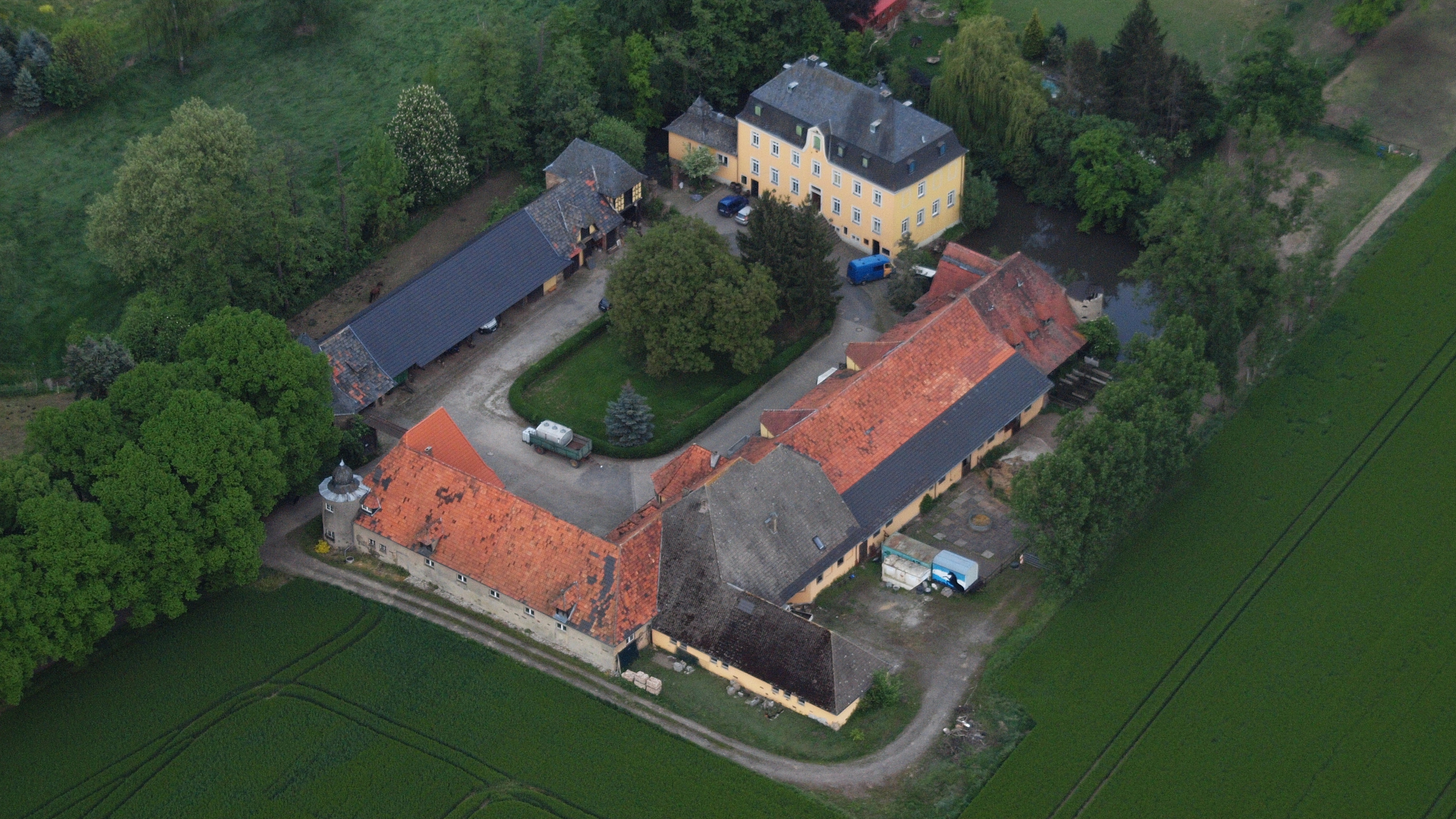
Burg Müttinghoven, Luftaufnahme (2014)
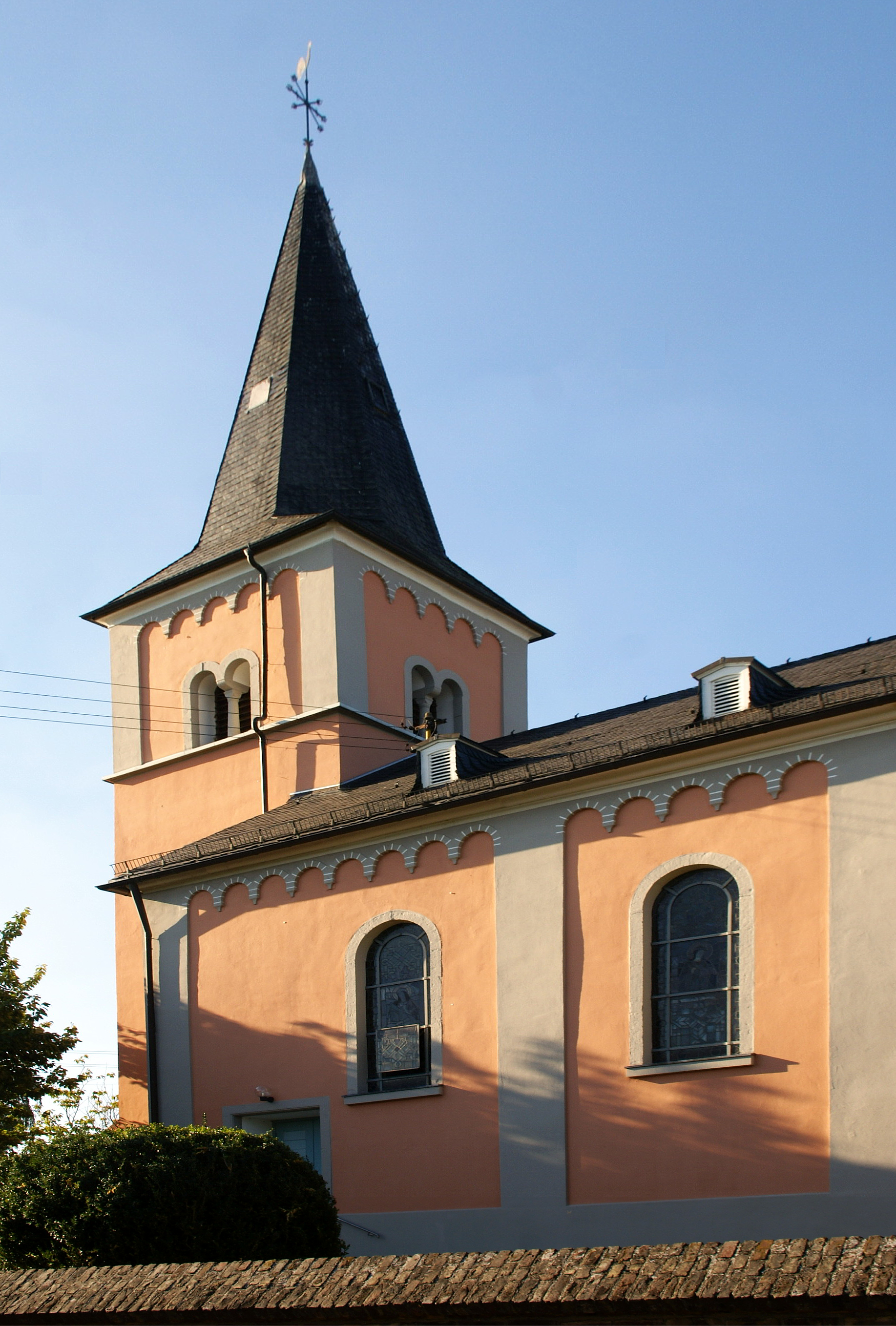
St. Nikolaus in Morenhoven

Die Morenhovener Kirche St. Nikolaus ist noch von wenigen landschaftstypischen Fachwerkhäusern umgeben. 
Die Wasserburg Morenhoven am Ortsrand wird gelegentlich für kulturelle Veranstaltungen (Klavierkonzerte, Kabarett etc.) und private Festlichkeiten genutzt. Die Burg Müttinghoven ist in Privatbesitz.

### Morenhovener Kabarett-Tage und Kleinkunstpreis „Morenhovener Lupe“
Einen Namen gemacht hat sich Morenhoven in der Kleinkunstszene: Die Morenhovener Kabarett-Tage finden seit 1987 in der Kreativitätsschule Morenhoven (Krea) statt. Träger der Morenhovener Kabarett-Tage ist die Initiative Kultur und Spektakel im Swisttal (KuSS), unterstützt von einem rund 350 Mitglieder zählenden Förderverein, dem Landschaftsverband Rheinland, der Gemeinde Swisttal, dem Rhein-Sieg-Kreis und diversen Unternehmen. 
Im Rahmen der Kabarett-Tage wird der Kleinkunstpreis Morenhovener Lupe verliehen. Er würdigt den kreativen und kritischen Umgang mit Sprache in Kabarett, Satire und Kleinkunst. Zu den Preisträgern gehören u. a. Hanns Dieter Hüsch, Gerhard Polt, Emil Steinberger, Erika Fuchs und Gregor Gysi. Initiator und prägende Figur sowohl der Morenhovener Kabarett-Tage als auch der Morenhovener Lupe ist der in Morenhoven lebende Altertumswissenschaftler Klaus Grewe.

### Brauchtum und Veranstaltungen
Neben den Morenhovener Kabarett-Tagen pflegt der Ort ein lebendiges Brauchtum. Insbesondere die traditionelle Dorfkirmes wartet mit alten Wettkämpfen und Bräuchen auf. So stehen das Hahneköppen (ein historischer „Hahnenkopf“-Wettbewerb, heute mit einer Attrappe), das Schürreskarrenrennen (Wettrennen mit Schubkarren) und der urtümliche Köttzoch seit Jahren hoch im Kurs. Neuerdings wird auch ein bunt gekleideter Strohpuppen-„Paias“ durch den Ort geführt, der für die Vergehen des Jahres symbolisch zur Rechenschaft gezogen wird.
Auch weitere Veranstaltungen wie das Maibaumaufstellen, Sankt-Martins-Zug und Feuerwehrfeste werden in Morenhoven traditionell begangen und vom ganzen Dorf mitgestaltet. Das Dorfhaus und der Dorfplatz dienen dabei als zentrale Veranstaltungsorte.

## Verkehrsanbindung
Via Linie 845 als Teil des öffentlichen Nahverkehrs im Verkehrsverbund Rhein-Sieg existiert eine Busverbindung nach Heimerzheim und in Gegenrichtung über Buschhoven ist Bonn erreichbar. Außerdem gibt es einen Schulbusverkehr nach Buschhoven und Rheinbach.
Ein Radwanderweg führt entlang der Swist von Rheinbach-Flerzheim in Richtung Heimerzheim, ein anderer von Rheinbach über Buschhoven durch den Kottenforst in Richtung Bonn. Die B 56, A 61 und die Anbindungen über Bonn stehen als nahegelegene Fernverbindungen zur Verfügung.

## Vereine
Morenhoven weist ein reges Vereinsleben auf. Neun Vereine sind im Ortsausschuss Morenhoven e. V. vereint (Stand 2013):
- Freiwillige Feuerwehr Löschgruppe Morenhoven
- Heimat- und Verschönerungsverein Morenhoven e. V.
- Junggesellenverein Männereih Morenhoven 1847 e. V.
- Schieß-Sport-Freunde Morenhoven e. V.
- Katholische Frauen
- SV Swisttal e. V.
- Damenkomitee Rotkehlchen
- Karnevalsgesellschaft Morenhoven 2003 e. V.
- Kreativitätsschule Morenhoven e. V.

Viele der jährlich wiederkehrenden Veranstaltungen finden im Dorfhaus in Morenhoven statt. Bei Großveranstaltungen wie z. B. Frühjahrskonzert, Maibaum aufstellen, Kirmes oder Feuerwehrfest wird der Dorfplatz vor dem Dorfhaus genutzt.

## Persönlichkeiten
- Adolf von Jordans (1892–1974), deutscher Ornithologe und Hochschullehrer, leitete lange das zoologische Museum Koenig in Bonn.
- Klaus Grewe (1944), Altertumswissenschaftler und Archäotechniker, Initiator der Morenhovener Kabarett-Tage und Mitbegründer des Kleinkunstpreises „Morenhovener Lupe“